# Морозов Сергій Миколайович
Сергій Миколайович Морозов (нар. 15 січня 1961, Жданов) — радянський та український футболіст, нападник.
Насамперед відомий виступами за донецький «Шахтар».

## Ігрова кар'єра
У дорослому футболі дебютував 1978 року виступами за команду клубу «Шахтар» (Донецьк), в якому провів два сезони.
Згодом рік грав у складі армійських клубів Києва та Москви.
Своєю грою знову привернув увагу представників тренерського штабу клубу «Шахтар» (Донецьк), до складу якого повернувся 1982 року. Цього разу відіграв за донецьку команду наступні п'ять сезонів своєї ігрової кар'єри. Більшість часу, проведеного у складі донецького «Шахтаря», був основним гравцем атакувальної ланки команди. За цей час допоміг команді виграти кубок СРСР та суперкубок СРСР, а також ставав найкращим бомбардиром Кубка Кубків.
З 1986 року захищав кольори низки українських радянських клубів. Після розвалу СРСР вирушив за кордон, де виступав за угорські МТК (Будапешт) та «Галадаш», проте не зміг закріпитись і повернувся назад в Україну.
1994 року знову вирушив за кордон і нетривалий час виступав за прибалтійські клуби, після чого знову повернувся до України.
Завершив професійну ігрову кар'єру в аматорському клубі «Колос» (Степове), за який виступав протягом 1999 року.

## Досягнення
- Володар кубка СРСР (2): 1980, 1983
- Володар Суперкубка СРСР (1): 1984
- Найкращий бомбардир Чемпіонату Естонії (1): 1994-95